# 杏树朝鲜族乡
杏树朝鲜族乡（中国朝鲜语：／）是中华人民共和国黑龙江省七台河市勃利县下辖的一个民族乡。

## 行政区划
杏树朝鲜族乡下辖以下村级行政区划单位：
杏树村、东兴村、德胜村、永久村、兴隆村、永安村、原野村、增产村、大西村、杏鲜村和金刚村。